# Macoma cancellata
Macoma cancellata is een tweekleppigensoort uit de familie van de Tellinidae. De wetenschappelijke naam van de soort is voor het eerst geldig gepubliceerd door Sowerby.